# نونو مورايس
نونو مورايس (بالبرتغالية: António Morais‏) هو عداء سريع برتغالي، ولد في 25 أبريل 1923، وتوفي في 2 سبتمبر 1986.

## وصلات خارجية
- نونو مورايس على موقع الاتحاد الدولي لألعاب القوى (الإنجليزية)
- نونو مورايس على موقع الاتحاد الأوروبي لألعاب القوى (الإنجليزية)
- نونو مورايس على موقع أوليمبيديا (الإنجليزية)